# Alexander von Falkenhausen
Alexander von Falkenhausen, né le 29 octobre 1878 à Gut Blumenthal, dans la province de Silésie (Empire allemand), et mort le 31 juillet 1966 à Nassau en Rhénanie-Palatinat (Allemagne de l'Ouest), est un militaire allemand qui a notamment servi pendant la Seconde Guerre mondiale. Général de la Wehrmacht, il a été le gouverneur militaire de la Belgique et du Nord de la France (départements du Nord et du Pas-de-Calais) du 22 mai 1940 au 15 juillet 1944.

## Biographie

### Premières armes en Asie (1901-1914)

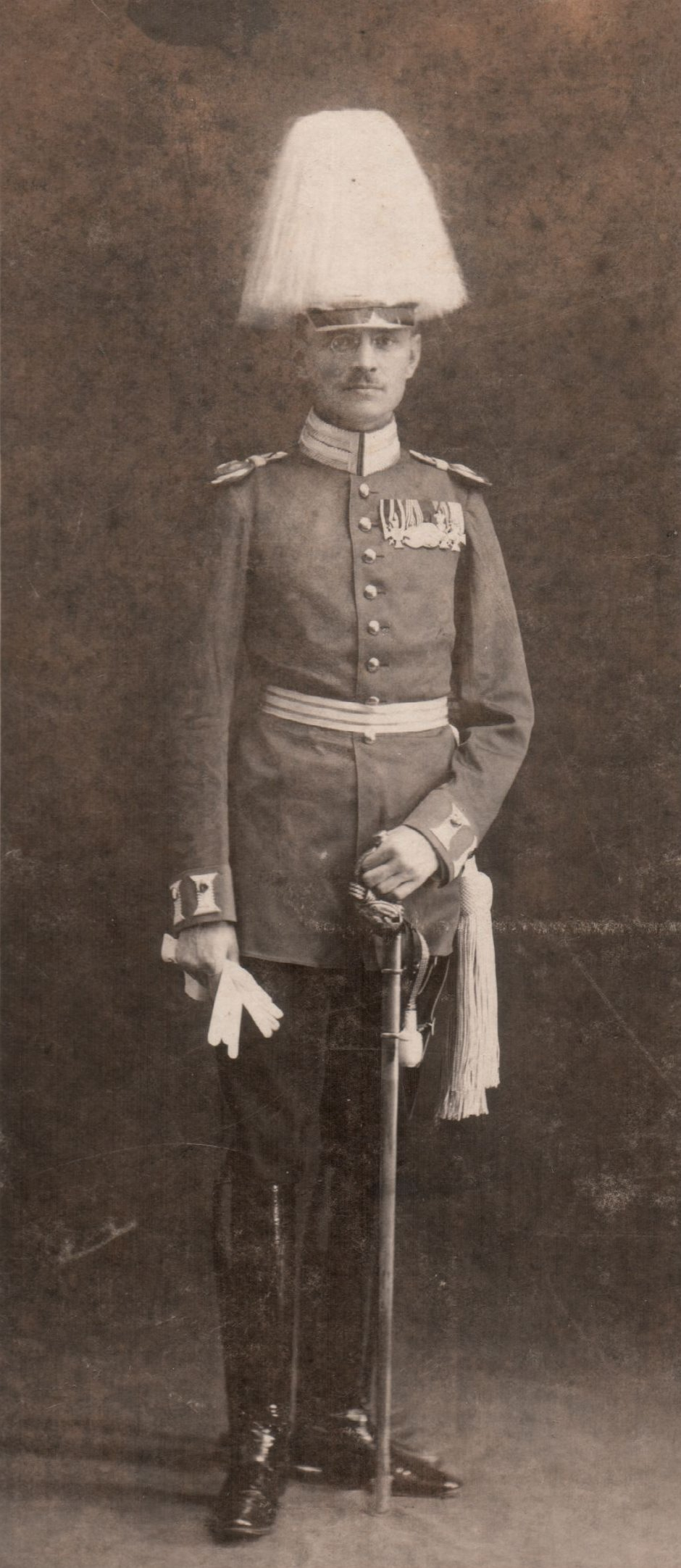
Alexander von Falkenhausen en 1911.

Alexander von Falkenhausen est issu d’une famille de vieille noblesse prussienne dans laquelle la carrière militaire était une tradition. Alexander von Falkenhausen est le deuxième des sept enfants du baron Alexander von Falkenhausen (1844-1909) et de son épouse Elisabeth, née baronne Schuler von Senden (de) (1853-1936). Son plus jeune frère est Hans-Joachim von Falkenhausen (1897-1934), qui devient plus tard un leader de la SA. Son oncle est le général Ludwig von Falkenhausen, gouverneur général de Belgique de 1917 à 1918.
Après ses études primaires à Breslau, il entame sa carrière militaire à douze ans, en rejoignant l’école des cadets de Wahlstatt. Il rejoint ensuite le 91e régiment d'infanterie (de) de l'armée impériale allemande, commandé par Paul von Hindenburg, et est nommé second lieutenant en 1897. Au début de l’été 1901, il est muté, à sa demande, au 3e régiment d'infanterie est-asiatique, qui participe à la répression de la révolte des Boxers. Après un séjour d’un an en Chine, il regagne l’Empire allemand où il poursuit sa formation à Oldenbourg puis à l’académie militaire de Berlin. Passionné par l’histoire de la colonisation européenne et par l’histoire et la culture du Japon et de la Chine, il suit les cours du séminaire de langues orientales à l’université de Berlin et termine ses études avec succès.
En 1908, il est nommé au grand état-major, puis en 1909, il est envoyé dans l'empire du Japon. Il séjourne et étudie en Asie pendant deux ans, période au cours de laquelle il visite non seulement le Japon, mais aussi le Nord de la Chine, la Corée et l’Indochine. À peine de retour en Allemagne en 1911, il est à nouveau envoyé au Japon, cette fois comme attaché militaire, poste qu’il occupe encore au moment du déclenchement de la Première Guerre mondiale.

### D'une guerre mondiale à l'autre (1914-1940)
Pendant la guerre, Falkenhausen combat aux côtés de l’armée ottomane. Après avoir été chargé par Mustafa Kemal d’opérations dans le sud de l’Empire ottoman, contre les troupes britanniques dans la région de Bagdad dans le cadre de la campagne de Mésopotamie, Falkenhausen combat en Palestine, sous les ordres du général Liman von Sanders, ce qui lui vaut de recevoir la décoration Pour le Mérite.
Il reste dans l’armée après la fin de la guerre et il est nommé à la tête de l’école d’infanterie de Dresde le 1er février 1927. En janvier 1930, il se retire du service et part en Chine pour servir de conseiller militaire à Tchang Kaï-chek.
En 1937, l’Allemagne nazie s’allie avec le Japon, en guerre avec la Chine. En gage de bonne volonté, l’Allemagne reconnaît l’état fantoche du Mandchoukouo créé par le Japon et rompt l’accord de coopération germano-chinois. Sa famille restée en Allemagne étant menacée de poursuites pour trahison, Falkenhausen est forcé de renoncer à son poste auprès de Tchang Kaï-chek, qu’il quitte en lui promettant de ne rien révéler de ses plans aux Japonais.

### À la tête de la Belgique occupée (1940-1944)
Falkenhausen est rappelé en service actif le 25 août 1939, et sert en tant que Befehlshaber Wehrkreis IV (commandant du district militaire no 4) pour quelques mois à Dresde. Le 12 mai 1940, il est informé de sa nomination comme gouverneur militaire des Pays-Bas occupés. Quelques semaines plus tard il devient gouverneur militaire de la Belgique et des départements du Nord et du Pas-de-Calais qui y sont annexés, à la tête de l'administration militaire de la Belgique et du Nord de la France (en allemand : Militärverwaltung in Belgien und Nordfrankreich). Une guerre plus tard, il succède ainsi à son oncle Ludwig von Falkenhausen, ayant occupé le même poste de gouverneur général entre 1917 et 1918.
Aristocrate prussien traditionaliste éduqué à l'ancienne (il parle plusieurs langues), il méprise le Führer et le parti nazi qu'il tient pour des parvenus, mais, en bon militaire, il leur obéit puisqu'ils représentent le pouvoir légal. Cependant, il est secrètement favorable au roi Léopold III de Belgique, tenu en résidence surveillée à Bruxelles. Comme cette prise de position est mal perçue par les milieux nazis de Belgique, ceux-ci mènent contre lui une insidieuse campagne de dénigrement auprès de Hitler.
Mais il signe, contre la population juive de Belgique, dix-sept décrets préparés par son adjoint nazi, le SS-Gruppenführer Eggert Reeder. Il ne s'agit pas encore de déportation. Celle-ci démarre toutefois à compter de juin 1942, avec un transport de 25 000 juifs vers les camps d’extermination. Concernant ce point, Falkenhausen soutient, après la guerre, qu'il n'avait aucun pouvoir de s'opposer aux nazis qui formaient une autorité parallèle à la sienne, directement soumise au Führer. Eggert Reeder s'active personnellement à la spoliation des Juifs (aryanisation) et à la destruction de toute présence juive dans l’économie belge et dans celle de la région Nord-Pas-de-Calais annexée à la Belgique : ceci provoque un chômage massif parmi les travailleurs juifs, notamment ceux de l’industrie du diamant.
Durant l’occupation allemande, 43 000 non-juifs sont aussi déportés en camps de concentration — où 13 000 d’entre eux perdent la vie — et des dizaines de milliers de résistants sont arrêtés, parmi lesquels des centaines sont torturés et fusillés.
C'est aussi sous l'autorité d'Alexandre von Falkenhausen que les Allemands procèdent à l'exécution de 240 otages civils, en représailles aux attentats de la Résistance. 

Falkenhausen intervient, dans certains cas, pour sauver des résistants et des juifs d'origine belge, et ce sur demande de Madame de Perlinghi d’origine chinoise, née Siou-Ling Tsien, installée en Belgique depuis 1928 et dont la famille avait fréquenté le général lorsqu'il était conseiller militaire en Chine. Siou-Ling Tsien va témoigner en sa faveur après la guerre.

### Personnage ambigu
Falkenhausen est de plus en plus opposé au nazisme au fur et à mesure que la guerre avance ; dès 1932 déjà, il avait conseillé à Kurt von Schleicher, alors ministre de la Guerre, d'étouffer intégralement le parti nazi au moyen d’un coup militaire. Il est un ami proche de plusieurs opposants à Hitler dont Carl Friedrich Goerdeler et Erwin von Witzleben et il offre son soutien à Witzleben pour la préparation d’un coup d’État. Après l’échec de l’attentat du 20 juillet 1944, il est arrêté et interné dans la baraque des personnalités à Buchenwald, puis à Dachau, bien que n'ayant pas pris part au coup d'État.
En avril 1945, Falkenhausen et 138 détenus importants sont transférés vers le Tyrol du Sud. Un capitaine de la Wehrmacht, Wichard von Alvensleben (de), les libère. Quelques jours plus tard, Falkenhausen est prisonnier de guerre des Américains.
En 1948, Falkenhausen est renvoyé en Belgique pour y être jugé ; en mars 1951, à Bruxelles, il est condamné à douze ans de travaux forcés — et ce en dépit de son âge avancé, soixante et onze ans, — pour la déportation de 25 000 juifs (mais non pour leur mort dans le camp d'extermination d'Auschwitz) et l’exécution d’otages. Vu la loi Lejeune (un tiers de la peine déjà passé en prison préventive), trois semaines après sa condamnation, Falkenhausen est libéré et renvoyé en Allemagne de l’Ouest, sur la base de témoignages qui établissent qu’il a cherché à contrecarrer la déportation de juifs et les condamnations de résistants. Siou-Ling Tsien est notamment intervenue en sa faveur.
Il ne manifeste cependant aucun regret pour les assassinats commis sous ses ordres et, à sa libération, va jusqu'à se plaindre de « l'ingratitude » de la Belgique à son égard, reprenant à son compte la formule de Scipion l'Africain contre sa patrie romaine Ingrata Belgica, non possidebis ossa mea (« Ingrate Belgique, tu n'auras pas ma dépouille »).
Veuf depuis 1950, il se remarie en 1960 avec une ancienne responsable de la Résistance belge à Verviers, Cécile Vent, de vingt-huit ans sa cadette, rencontrée alors qu'il était en attente de son jugement.
Jusqu'à la fin de sa vie, il garde intacts son anticommunisme, son désir de voir la nouvelle armée allemande — la Bundeswehr — jouer un rôle-clé dans la défense de l'Europe occidentale et sa conviction qu'en dépit des crimes qu'elle avait commis, la Wehrmacht avait mené une « guerre propre ».
Il meurt le 31 juillet 1966, à 87 ans, à Nassau en Rhénanie-Palatinat.